# Jamie Gray Hyder
Jamie Gray Hyder (Washington D.C., 27 april 1985) is een Amerikaans actrice.

## Biografie
Hyder werk geboren in Washington D.C. bij een vader van Libanese afkomst. Zij doorliep de high school aan de Justice High School in Bailey's Crossroads en studeerde af aan de University of Georgia in Athens (Georgia)
Hyder begon in 2010 met acteren in de televisieserie Sons of Tucson, waarna zij nog meerdere rollen speelde in televisieseries en films.

## Filmografie

### Films
Uitgezonderd korte films.
- 2022 Green Lantern: Beware My Power - als Hawkgirl (stem)
- 2021 Sugar Plum Twist - als Natalia Haddad
- 2019 Better Days - als Jessica
- 2018 Nightmare Cinema - als verpleegster Chloe
- 2017 Sandy Wexler - als oudere Jesse

### Televisieseries
Uitgezonderd eenmalige gastrollen.
- 2019-2021 Law & Order: Special Victims Unit - als rechercheur Katriona Tamin - 36 afl.
- 2017-2018 Voltron: Legendary Defender - als Zethrid (stem) - 14 afl.
- 2018 The Last Ship - als Nina Garside - 3 afl.
- 2017 Inhumans - als Jen - 3 afl.
- 2014-2015 Graceland - als Lucia Solano - 12 afl.
- 2012-2013 True Blood - als Danielle - 11 afl.

### Computerspellen
- 2019 Need for Speed: Heat - als computerspeelster
- 2016 Call of Duty: Infinite Warfare - als Nora Salter
- 2013 Killzone: Shadow Fall - als Echo